# Последний танец (мини-сериал)
«Последний танец» (англ. The Last Dance) — американский документальный спортивный мини-сериал, выпущенный студиями Netflix и ESPN 19 апреля 2020 года. Режиссер Джейсон Хехир рассказывает о карьере Майкла Джордана, уделяя особое внимание сезону 1997-98 годов, его последнему сезону в составе команды «Чикаго Буллз» Национальной баскетбольной ассоциации (НБА). В сериале представлены эксклюзивные кадры, снятые съемочной группой, которая получила пропуск в «Буллз», а также интервью со многими деятелями НБА, включая Джордана, Скотти Пиппена, Денниса Родмана, Стива Керра и Фила Джексона.
Сериал транслировался на канале ESPN с 19 апреля по 17 мая 2020 года в США, а его эпизоды выходили на Netflix на следующий день после выхода в эфир в США. Сериал получил хвалебные отзывы критиков. Они похвалили его режиссуру и монтаж. «Последний танец» получил прайм-таймовую премию «Эмми» за выдающийся документальный или научно-популярный сериал на 72-й церемонии вручения прайм-тайм премии «Эмми».

## Сюжет
Сюжет сериала развивается вокруг карьеры баскетболиста Майкла Джордана и его выступления за «Чикаго Буллз» в сезоне 1997/1998 (последний сезон Джордана в команде).

## В ролях
- Майкл Джордан
- Фил Джексон
- Дэвид Олдридж
- Скотти Пиппен
- Стив Керр
- Майкл Уилбон
- Делорис Джордан
- Андреа Кремер
- Джон Пакссон
- Билл Веннингтон
- Би Джей Армстронг
- Боб Костас
- Ахмад Рашад
- Джерри Райнсдорф
- Деннис Родман
- Дэвид Стерн
- Рик Теландер
- Марк Вансил
- Джей Эй Аданде
- Тодд Бойд
- Билл Картрайт
- Хорас Грант
- Тим Гровер
- Мэджик Джонсон
- Айзея Томас
- Ларри Бёрд
- Джад Бюхлер
- Патрик Юинг
- Дэвид Фальк
- Джордж Кёлер
- Брайан Макинтайр
- Барак Обама
- Уилл Пердью
- Чип Шефер
- Сэм Смит
- Джим Стак
- Род Торн
- Дэнни Эйндж
- Уиллоу Бэй
- Даг Коллинз
- Кармен Электра
- Тим Халлам
- Мелисса Айзексон
- Ларри Джордан
- Тони Кукоч
- Реджи Миллер
- Чарльз Окли
- Гэри Пэйтон
- Пэт Райли
- Чарли Розен
- Джон Сэлли
- Джон Стоктон
- Ханна Сторм
- Рой Уильямс
- Джеймс Уорти
- Чарльз Баркли
- Майк Барнетт
- Коби Брайант
- Скотт Баррелл
- Билл Клинтон
- Рон Коли
- Леонардо Ди Каприо
- Стив Ист
- Терри Франкона
- Рон Харпер
- Джон Хефферон
- Род Хиггинс
- Рой С. Джонсон
- Джасмин Джордан
- Джеффри Джордан
- Маркус Джордан
- Ронни Джордан
- Джордж Карл
- Энн Керр
- Джо Клейн
- Тиш Летт
- Джон Лигмановски
- Кевин Логери
- Фред Линч
- Брендан Малоун
- Ронни Мартин
- Сидни Монкриф
- Нас
- Билли Пакер
- Базз Петерсон
- Билли Пиппен
- Джо Пытка
- Глен Райс
- Джейлен Роуз
- Адам Сильвер
- Лабрэдфорд Смит
- Джастин Тимберлейк
- Говард Уайт
- Стив Вульф

## Эпизоды
| №  | Название                     | Режиссёр      | Дата премьеры  |
| -- | ---------------------------- | ------------- | -------------- |
| 1  | «Эпизод I» «Episode I»       | Джейсон Хехир | 19 апреля 2020 |
| 2  | «Эпизод II» «Episode II»     | Джейсон Хехир | 19 апреля 2020 |
| 3  | «Эпизод III» «Episode III»   | Джейсон Хехир | 26 апреля 2020 |
| 4  | «Эпизод IV» «Episode IV»     | Джейсон Хехир | 26 апреля 2020 |
| 5  | «Эпизод V» «Episode V»       | Джейсон Хехир | 3 мая 2020     |
| 6  | «Эпизод VI» «Episode VI»     | Джейсон Хехир | 3 мая 2020     |
| 7  | «Эпизод VII» «Episode VII»   | Джейсон Хехир | 10 мая 2020    |
| 8  | «Эпизод VIII» «Episode VIII» | Джейсон Хехир | 10 мая 2020    |
| 9  | «Эпизод IX» «Episode IX»     | Джейсон Хехир | 17 мая 2020    |
| 10 | «Эпизод X» «Episode X»       | Джейсон Хехир | 17 мая 2020    |

## Производство
В течение всего сезона 1997/1998 съёмочной группе NBA был предоставлен полный доступ к клубу «Чикаго Буллз», включая игры команды, тренировки, проход в раздевалку. Было отснято свыше 500 часов материала, который и стал основой для проекта. Все архивные кадры были обнародованы с личного согласия Майкла Джордана.
В мае 2018 года ESPN и Netflix объявили о производстве документального сериала из 10 частей. 25 декабря вышел первый официальный трейлер. В декабре 2019 года вышел второй трейлер. 31 марта 2020 года вышел третий трейлер. Было объявлено, что премьера состоится 19 апреля (ранее она была запланирована на июнь). Создатели сериала сказали, что ускорили производство по просьбам поклонников баскетбола, которым нечего смотреть по телевизору из-за остановки чемпионата NBA по причине пандемии коронавируса.

## Отзывы критиков
Сериал получил хвалебные отзывы критиков.
Роберт Дэниелс из «Consequence of Sound» пишет, что данная программа служит «религиозным текстом» для поклонников Джордана и называет сериал «пульсирующим праздником величия». Брайан Лоури из CNN говорит, что сериал — это «опьяняющее путешествие» в прошлое. Он поставил сериалу пять звезд из пяти. Ричард Ропер из «Chicago Sun-Times» поставил сериалу 3,5 звезды из 4-х. Он пишет, что «Чикаго Буллз» «не только была командой на века, но и подарила нам спортивную мыльную оперу на века». Дэниел Финберг из «The Hollywood Reporter» считает, что «Последний танец» — «это невероятно увлекательное, смехотворно забавное собрание захватывающих баскетбольных видеороликов и достаточно интроспективных интервью почти со всеми, кого вы надеетесь услышать по этому вопросу». Уэсли Моррис из «The New York Times» также дал высокую оценку этому проекту. Автор пишет: «Это шоу является одним из самых захватывающих испытаний величия, которые я видел» и «Последний танец» — это приглашение встретиться с легендой, которая зажгла мемы, стать свидетелем новой человеческой или, возможно, просто человеческой фигуры, которая в своём расцвете сил любила его спорт больше всего на свете". Патрик-Филипп Ясиньски из российской версии GQ охотно рекомендует сериал к просмотру: «Вообще по накалу, который создаёт сериал, моментами может сложиться впечатление, что это художественный проект. Но кинематографические приёмы в подаче истории не выглядят как что-то лишнее. Так что даже если к документальному кино вы относитесь со скептицизмом и боитесь уснуть от скуки, здесь вам это не грозит». Оливия Овенден из «Esquire» утверждает: «Последний танец» — документалка о том роде спортивных достижений, которые выходят за рамки собственно спорта и «меняют культуру».
Режиссёр-документалист Кен Бёрнс, напротив, подверг «Последний танец» критике. Продюсерская компания Майкла Джордана, Jump 23, указана в качестве партнёра по сериалу. Бёрнс принципиально не согласен с таким подходом к созданию документального проекта.

### Реакция баскетбольного сообщества
Деннис Родман утверждает, что Скотти Пиппен сильно недооценён как болельщиками баскетбола, так и создателями сериала. Есть мнение, что сам Пиппен также остался недоволен тем, как он представлен в «Последнем танце». Сам игрок не давал комментариев по этому поводу. Хорас Грант согласился, что Пиппен изображён неправильно и заявил, что сериал был отредактирован в пользу Джордана. Грант сказал: «Когда этот так называемый документальный фильм, в основном, об одном человеке, и у него есть последнее слово о том, что там будет показано…это не документальный фильм… Это его рассказ о том, что происходит в последнем танце с цитатами и цитатами. Это не документальный фильм, потому что целая куча вещей была вырезана, отредактирована». Крейг Ходжес расстроился, что у него не взяли интервью для сериала. Помимо этого, он также остался недоволен тем, как в сериале изображён Пиппен.

## Награды и номинации
| Награды и номинации сериала «Последний танец»  | Награды и номинации сериала «Последний танец»                                                          | Награды и номинации сериала «Последний танец» | Награды и номинации сериала «Последний танец» | Награды и номинации сериала «Последний танец» |
| Премия                                         | Категория                                                                                              | Имя | Результат                                     |                                               |
| ---------------------------------------------- | --- | --- | --------------------------------------------- | --------------------------------------------- |
| Прайм-таймовая премия «Эмми» 2020              | Выдающийся документальный или научно-популярный сериал                                                 | Джейсон Хехир, Майкл Толлин, Эсти Портной, Кёртис Полк, Коннор Шелл, Грегг Виник, Энди Томпсон | Победа                                        |                                               |
| Прайм-таймовая премия «Эмми» 2020              | Выдающийся монтаж изображений для документальной программы                                             | Чад Бек, Дэвин Конкэннон, Абэй Софски, Бен Созански, Netflix | Номинация                                     |                                               |
| Прайм-таймовая премия «Эмми» 2020              | Выдающаяся режиссура документальной программы                                                          | Джейсон Хехир (за эпизод 7) | Номинация                                     |                                               |
| AAFCA TV Honors 2020                           | Лучший документальный фильм                                                                            | | Победа                                        |                                               |
| Black Reel Awards for Television 2020          | Выдающийся телевизионный документальный или специальный фильм                                          | Джейсон Хехир | Победа                                        |                                               |
| Online Film & Television Association 2020      | Лучшая реалити- или научно-популярная программа                                                        | | Победа                                        |                                               |
| Online Film & Television Association 2020      | Лучшая постановка эстрадной, реалити-шоу или документальной программы                                  | | Победа                                        |                                               |
| Премия Ассоциации телевизионных критиков 2020  | Выдающиеся достижения в области новостей и информации                                                  | Джейсон Хехир | Победа                                        |                                               |
| Премия Американской ассоциации монтажёров 2021 | Лучший смонтированный документальный фильм — нетеатральный                                             | Чад Бек, Девин Конкэннон, Абэй Софски, Бен Созански (за эпизод 1) | Победа                                        |                                               |
| Cinema Eye Honors Awards 2021                  | Выдающееся достижение в монтаже документального фильма или сериала для трансляции                      | Чад Бек, Девин Конкэннон, Абэй Софски, Бен Созански | Номинация                                     |                                               |
| Cinema Eye Honors Awards 2021                  | Выдающееся достижение в научно-популярном сериале для вещания                                          | Джейсон Хехир | Номинация                                     |                                               |
| FOCAL International Awards 2021                | Лучшее использование отснятого материала в спортивном производстве                                     | Нина Крстич, Mandalay Sports Media (MSM), NBA Entertainment, ESPN Films | Номинация                                     |                                               |
| Guild of Music Supervisors Awards 2021         | Лучший музыкальный надзор для документального сериала                                                  | Руди Чанг | Победа                                        |                                               |
| Премия NAACP Image 2021                        | Выдающийся документальный фильм (телевидение)                                                          | | Победа                                        |                                               |
| Motion Picture Sound Editors 2021              | Выдающееся достижение в области звукового монтажа — документальный фильм, не относящийся к кинотеатрам | Кит Ходн | Номинация                                     |                                               |
| Премия Гильдии продюсеров США 2021             | Выдающийся продюсер неигрового телевидения                                                             | Майкл Толлин, Кёртис Полк, Эсти Портной, Энди Томпсон, Грегг Виник, Джон Даль, Либби Гест, Коннор Шелл, Петер Губер, Джейсон Хехир, Нина Крстич, Мэтт Мексон, Джейкоб Рогал, Элисон Садофски, Джон Вейнбах | Победа                                        |                                               |